# Championnats du monde de lutte 1922
Navigation
Édition précédente Édition suivante
Les Championnats du monde de lutte 1922 se sont tenus à Stockholm (Suède) en mars 1922. Seules des épreuves de lutte gréco-romaine sont disputées.

## Podiums

### Lutte gréco-romaine
| Catégories | Or                      | Argent                | Bronze                    |
| ---------- | ----------------------- | --------------------- | ------------------------- |
| 58 kg      | Fritiof Svensson (SWE)  | Eduard Pütsep (EST)   | Kaarlo Mäkinen (FIN)      |
| 62 kg      | Kalle Anttila (FIN)     | Martin Egeberg (NOR)  | Otto Boesen (DEN)         |
| 67,5 kg    | Edvard Westerlund (FIN) | Ödön Radvány (HUN)    | Birger Nilsen (NOR)       |
| 75 kg      | Carl Westergren (SWE)   | Einar Pettersen (NOR) | Charles Frisenfeldt (DEN) |
| 82,5 kg    | Edil Rosenqvist (FIN)   | Rudolf Svensson (SWE) | Svend Nielsen (DEN)       |
| +82,5 kg   | Ernst Nilsson (SWE)     | Anders Ahlgren (SWE)  | Toivo Pohjala (FIN)       |